# Elaphropoda khasiana
Elaphropoda khasiana är en biart som först beskrevs av Schulz 1906.  Elaphropoda khasiana ingår i släktet Elaphropoda och familjen långtungebin. Inga underarter finns listade i Catalogue of Life.